# Flemming Juncker
Gunnar Flemming Juncker (12. september 1904 – 25. marts 2002), var en dansk godsejer og modstandsmand. Han ejede Overgård Gods fra 1938 til 1981.
Søn af proprietær Poul Gunnar Juncker på Sorø Store Ladegaard (1874-1910) og Anne Margrethe Kjeldsen (1871-1945). Blev i 1960 gift med Jutta Regitse Pilegaard Graae (1906-1997). Han havde forinden været gift to gange, deriblandt med Gabriele Rohde i 1945.

## Baggrund og karriere
- Student fra Gammel Hellerup Gymnasium (1923)[1]:25
- Begynder på Landbohøjskolen (1925).[1]:28
- Studieophold i Bayern og flere mellemeuropæiske lande (1928-29).
- Forstkandidat med førstekarakter (1929)[1]:30
- Fører tilsyn med sin stedfars skovbrug på godserne Nørlund og Torstedlund i Aalborg amt.
- Advokerer for en særlig tyndingshugst, hvorved man år for år borthugger de største træer i stedet for at bruge den gængse metode at fjerne de mindste først (1931)
- Opretter et mindre savskæreri på havnen i Køge, A/S Junckers Savværk. Får kontrakt med DSB på levering af bøgesveller og finder på at anvende det overskydende træ til fabrikation af gulvbrædder, senere stav-limede bøgebrædder, hvorved nyttegraden af træet steg fra 25% til 50-65% (1930-38).[1]:35-37
- Køber herregården Overgård på sydsiden af Mariager Fjord, pris 1 million kr., udbetaling 20.000 kr. (1938).

## Foregangsmand for landbruget
- Importerer en dybplov fra Sverige (1942). Dybpløjning af flade lagdelte jorder blev herefter en anerkendt jordbundforbedrende teknik, selv om ældre klassiske forsøg advarede mod dybpløjnings negative virkning.[2]
- Første mejetærsker set i Jylland, en Massey-Harris Clipper (1939).
  - Fuld mejetærskerhøst med nye selvkørende Massey-Harris maskiner (1946).[3]
  - Første tandem-malkekarrusel (1947).

I 1947 begyndte Juncker eksperimenter med majsdyrkning ved Overgård.
I 1949 var der sået omkring 60 hektar med majs med anvendelse af specialmaskineri.
- Importerer den første grønthøster specielt beregnet til majs (1947). Omkring 1950 en anden til brug på græsafgrøder, som siden blev kopieret af Taarup Maskinfabrik.
- Konstruerer den første tandemtraktor i Skandinavien, bestående af to sammenbyggede 65 HK Volvo-traktorer (1960).
- Bliver opmærksom på, at markerne lider af mangel på magnium grundet brugen i en årrække af rensede, højprocentige kalisalte, og efter at have gjort statens planteavlsspecialister opmærksom på problemet, lyder rådet herfra at anvende kieserit, et affaldsprodukt fra Tysklands kaliminer, et tungtopløseligt magniumsulfat med ca. 15 % Mg. Finder det billigere at købe brændt dolomit fra Tyskland eller Sverige, men en hel tilfredstillende og billig løsning findes først omkring 1970, da firmaet Thorø Nielsen i Herning begynder at importere brændt dolomit fra England med et indhold på 11-12 % Mg og 20 % Ca til kun en fjerdedel af prisen på kieserit. I det følgende tiår importerer firmaet mere end 1 million tons pulveriseret dolomit fra England.[6]
- Danner sammen med 20 andre storlandbrugere "Ammoniakklubben" (1958), senere omformet til et aktieselskab med 100 aktionærer og en aktiekapital på 2,5 mill. kr. under navnet Dansk Nitrogen Import A/S (D.N.I), som sammen med det amerikanske selskab Grace & Co danner selskabet (51-49 % med aktionæroverenskomst) Ny Nitrogen A/S (1964).

Der opføres en 18.000 tons atm. tryktank på en gammel teglværksgrund i Lyngsodde ved Lillebæltsbroen, og der importeres diverse traktor- og transporttanke for at have materiellet klar til den forventede efterspørgsel. Det første år afsættes 25.000 tons ammoniak til direkte anvendelse som kvælstofgødning. Til fremme af denne gødningshandel stiftes selskabet A/S Ammonia, som holder først 55 %, siden 65 % af aktiekapitalen i Ny Nitrogen ved efterhånden at købe Grace % Co ud, medens D.N.I. beholder 35 % (1966). Prisen er ca. 72 øre pr. kg, ca. en tredjedel af Norgesalpeterens pris og kun totredjedele af dennes førkrigspris. Som forudset førte introduktionen af billig ammoniak til et fald i priserne også på de faste gødninger, og Danmark havde fra da af lavere gødningspriser end alle dets konkurrenter. Kun i USA, Canada og Mexico bruges ammoniak i tilsvarende stil som i Danmark. Efter sammenslutningen med A/S Ammonia udvidedes Lyngsoddeanlægget til en overgang at være verdens største nedkølede ammoniaklager med en kapacitet på 83.000 tons.

## Juncker som modstandsleder
Flemming Juncker organiserede og var den første leder af modstandsbevægelsen i Jylland. Juncker blev kontaktet i 1941 af barndomsvennen Stig Jensen, der via kontakter i Sverige var kommet i forbindelse med den britiske organisation Special Operations Executive (SOE), der aktivt fremmede modstanden i tyskbesatte lande. Juncker blev bedt om at skaffe en nedkastningsplads, hvor britiske fly kunne nedkaste agenter og materiel til Danmark. Dette skulle blive startskuddet til en omfattende organisation. Første modtagegruppe, der etablerede nedkastningsplads Mustard Point i Allestrupgård Plantage, fik Juncker sat i værk 11. marts 1943 ved kontakt med Marius Fiil fra Hvidsten Kro. Dette blev til den senere berømte Hvidstengruppe.

### Jens Toldstrup
Senere knyttede Juncker først Christian Ulrik Hansen og siden Jens Toldstrup til sig som sin højre hånd i modstandskampen. I april 1944 måtte Juncker forlade landet. Han tog til England og arbejdede for SOE der. Ledelsen i Jylland blev overtaget af Toldstrup og Den lille Generalstabs Vagn Bennike.

### Ingeniør Duus Hansen
Juncker satte sin nære ven Svend Olufsen ind i problemet med de fra Storbritannien medsendte radioapparater, som var store som små håndkufferter og vanskelige at føre rundt på diskret vis, og som let gik tabt. Svend Olufsen forstod til fulde problemet og sagde, at han havde den helt rigtige mand til opgaven, ingeniør Duus Hansen. Duus Hansen byggede hurtigt nogle nye radiosæt, som ikke fyldte mere end telefonbøger, og han organiserede radiotjenesten ved at finde gode operatøremner og uddanne dem, så den danske illegale radiotjeneste ved krigens slutning fremstod som Europas bedste, og Duus Hansens apparater blev kopieret i Storbritannien til nedkastning i andre besatte lande. Han indførte også automatisk transmission, så lange meddelelser kunne afvikles på et brøkdel af et sekund, således at den tyske pejletjeneste næppe fik et ben til jorden, før sendingen var færdig. I krigens sidste 3/4 år var den danske illegale telegrafforbindelse til Storbritannien af et sådant omfang, at den mentes langt at overstige fredstidens legale trafik både før og efter.

## Junckers Savværk
Junckers Bøgebrædder blev en meget anvendt gulvbelægning, og Juncker fremhævede selv virksomhedens store betydning for bevarelsen af de danske bøgeskove; træ, som tidligere var brugt til brænde kunne nu afsættes til gavn for skovejernes økonomi, og for beskæftigelsen: Ved sin storhedstid i begyndelsen af 1970'erne var fabrikken i Køge oppe på at have 1.100 medarbejdere og producerede bl.a. egen gulvlak ("Blitza") og lim baseret på produktet fra firmaets egen cellulosefabrik, som anvendte restproduktet fra opskæringen af bøgekævlerne til stave. Der var undertiden uenigheder i bestyrelsen, fordi skovejerne ville markedsføre gulvene som et luksusprodukt og tage mere for dem, medens Juncker altid stejlt fremhævede, at udsalgsprisen skulle være lav, således at de kunne konkurrere med fyrretræsgulve. Det var formålet, med hvilket Juncker i sin tid var gået ind i markedet. Juncker kunne med rette hævde, at hvis de havde sat prisen op i 30'erne og altså prissat gulvene som et luksusprodukt, så var der kun blevet solgt meget lidt med dertil hørende problemer for skovejerne. Efter at have tabt indflydelse i bestyrelsen fra 1938-60, fik han fra 1960 igen fuld kontrol, hvilket resulterede i en tilbagevenden til firmaets kerneprodukt, de stavlimede bøgebrædder, som i årene derefter forbedredes væsentligt gennem indførelsen af en pressetørringsteknik, som udover at gøre brædderne formstabile også resulterede i en smukkere glød, fordi sukkerstoffer indeholdt i træsafterne karamelliseredes ved opvarmningen til 160 °C.

## Samfundsdebattør
Han var Venstre-mand af den gamle skole, og hans tilgang til debatten var den individualistisk-liberalistiske. 

Udgangspunktet var modstandskampen, som udover dens militære sigte også rettede sig imod samarbejdspolitikken. Herfra går der en lige linje til så vigtige hændelser som tilslutningen til NATO i 1949 og til EF i 1972, idet Juncker dog ikke kunne acceptere EF's politiske forvandling til EU.
Flemming Juncker var et helt usædvanligt menneske og har i tre krisesituationer for dansk erhvervs- og samfundsliv: krisen i trediverne, den tyske besættelse 1940-45 og landbrugets mekanisering efter 1945 kunnet anvise helt nye løsningsmodeller, ubundet som han var af traditionens ofte så lammende magt.

## Ordener
- Member of The Most Excellent Order of the British Empire (MBE (1946)[12]
- Bronze Star (1948).[13][14][12]
- Kommandør af Dannebrog.
- Kong Christian X's Erindringsmedalje for Deltagelse i Krigen 1940-45